# Sophia Flörsch
Sophia Flörsch (ur. 1 grudnia 2000 w Grünwald) – niemiecka zawodniczka startująca w wyścigach samochodowych. W swojej karierze ścigała się w serii DTM, FIA World Endurance Championship i FIA Formula 3.

## Życiorys

### Karting
W roku 2005 rozpoczęła ściganie w kartingu. W latach 2008–2014 brała udział w krajowych oraz międzynarodowych zawodach kartingowych.

### Ginetta Junior
W 2015 roku Flörsch ścigała się w serii Ginetta Junior Championship w barwach zespołu HHC Motorsport. Wystartowała w 10 z 20 wyścigów, wygrała 2 rundy i 4 razy stanęła na podium.

### Formuła 4

#### 2016
W 2016 roku startowała w niemieckiej Formule 4 – ADAC Formel 4 w zespole Motopark. W trakcie sezonu zdobyła 25 punktów co dało jej 19. miejsce w klasyfikacji końcowej.

#### 2017
W 2017 roku wystartowała w niemieckiej oraz włoskiej Formule 4, w obu seriach reprezentując zespół Mücke Motorsport. W niemieckiej serii w ciągu sezonu 2 razy stanęła na podium, a w całym sezonie zdobyła 71 punktów i uplasowała się na 13. miejscu w klasyfikacji końcowej. We włoskiej serii wystartowała w 9 z 21 wyścigów zdobywając w nich 28 punktów.

### Formuła 3

#### Europejska Formuła 3
W 2018 roku wystartowała w Europejskiej Formule 3 w zespole Van Amersfoort Racing. Wystąpiła w 7 z 10 rund i zdobyła w nich jeden punkt.

#### Grand Prix Makau 2018
W trakcie wyścigu Flörsch miała poważny wypadek, który skończył się złamaniem kręgosłupa.

#### Formula Regional European Championship
W sezonie 2019 startowała w serii Formula Regional European Championship kontynuując współpracę z zespołem Van Amersfoort Racing. W ciągu sezonu zdobyła 149 punktów co dało jej 7. miejsce w klasyfikacji końcowej.

#### Grand Prix Makau 2019
W Grand Prix Makau 2019 wystartowała w zespole HWA Racelab. W kwalifikacjach zajęła 27. miejsce. Wyścigu nie ukończyła z powodu awarii samochodu.

#### FIA Formula 3 Championship
W roku 2020 dołączyła do zespołu Campos Racing i wystartowała w serii FIA F3. Na przestrzeni sezonu nie zdobyła ani jednego punktu i została sklasyfikowana na 29. miejscu w klasyfikacji sezonu.
W 2023 roku wróciła do FIA F3 i przejechała cały sezon w barwach PHM Racing by Charouz. Zdobyła 6 punktów w deszczowym wyścigu na Spa-Francorchamps i to był jej cały dorobek w tym sezonie. Dzięki temu wydarzeniu stała się pierwszą kobietą w historii, która zdobyła punkty w tych mistrzostwach. Wcześniej w sezonie  również dojechała na puntkowanej, 9. pozycji w głównym wyścigu na torze Red Bull Ring, ale została zdyskwalifikowana przez sędziów przez nieprawidłowości techniczne. Ostatecznie zajęła 23. lokatę w klasyfikacji generalnej, co uczyniło ją najwyżej sklasyfikowaną zawodniczką w swoim zespole.
Na sezon 2024 przeniosła się do zespołu Van Amersfoort Racing. Jej zespołowymi partnerami są Tommy Smith i Noel León.

### Wyścigi długodystansowe

#### 2020
W roku 2020 Flörsch połączyła starty w FIA F3 z European Le Mans Series i 24-godzinnym wyścigiem Le Mans. Dołączyła do w pełni żeńskiej załogi LMP2 Richard Mille Racing Team z Beitske Visser i Tatianą Calderón jako jej zmienniczkami. W wyścigu Le Mans jej załoga ukończyła na 9. miejscu w klasie LMP2. W ELMS przejechała 3 wyścigi z 5 i w klasyfikacji sezonu zajęła 25. miejsce.

#### 2021
W sezonie 2021 kontynuowała starty z zespołem Richard Mille Racing Team, ale tym razem w FIA World Endurance Championship. W klasyfikacji końcowej kierowców zajęła 13. miejsce. Flörsch dołączyła do zespołu Algarve Pro Racing na finałowy wyścig sezonu ELMS. Jej załoga zajęła w nim 3. miejsce w klasie LMP2.

#### 2022
14 lutego rosyjski zespół G-Drive Racing ogłosił, że Sophia Flörsch wraz z Romanem Rusinowem będą stanowili jedną z ich załóg w ELMS. Po inwazji Rosji na Ukrainę G-Drive Racing wycofał się ze ścigania a jego zgłoszenia przejął zespół Algarve Pro Racing pozostawiając Flörsch w składzie. Nie przejechała dwóch ostatnich wyścigów sezonu, w których została zastąpiona przez Filipa Ugrana. Ostatecznie uplasowała się na 13. miejscu w klasyfikacji kierowców z dorobkiem 20 punktów. Najlepszym wynikiem w sezonie było 2. miejsce podczas wyścigu 4 Hours of Le Castellet.

### DTM
W 2021 roku oprócz startów w FIA WEC Flörsch ścigała się w DTM. Reprezentowała zespół Abt i ścigała się autem Audi R8 LMS. Wzięła udział w 14 z 16 wyścigów i zdobyła w sumie 8 punktów co dało jej 18. miejsce w klasyfikacji kierowców.

## Wyniki

### Europejska Formuła 3
| Legenda oznaczeń w tabelach wyników Wyświetl szablon na nowej stronie | Legenda oznaczeń w tabelach wyników Wyświetl szablon na nowej stronie                                                                     |
| Oznaczenie                                                            | Wyjaśnienie |
| --------------------------------------------------------------------- | --- |
| Złoty                                                                 | Zwycięzca lub mistrzostwo |
| Srebrny                                                               | 2. miejsce lub wicemistrzostwo |
| Brązowy                                                               | 3. miejsce lub II wicemistrzostwo |
| Zielony                                                               | Ukończył, punktował (w klasyfikacji generalnej, gdy zdobył co najmniej jeden punkt na przestrzeni sezonu, poza trzema powyższymi opcjami) |
| Niebieski                                                             | Ukończył, nie punktował (w klasyfikacji generalnej, gdy nie zdobył co najmniej jednego punktu na przestrzeni sezonu)                      |
| Czerwony                                                              | Nie zakwalifikował się (NZ) |
| Czerwony                                                              | Nie prekwalifikował się (NPK) |
| Różowy                                                                | Nie ukończył (NU) |
| Różowy                                                                | Niesklasyfikowany (NS) (w klasyfikacji generalnej, gdy nie został sklasyfikowany w żadnym wyścigu sezonu)                                 |
| Czarny                                                                | Zdyskwalifikowany (DK) |
| Czarny                                                                | Wykluczony (WYK/EX) |
| Biały                                                                 | Nie wystartował (NW) |
| Biały                                                                 | Kontuzjowany (K/INJ) |
| Biały                                                                 | Wyścig odwołany (OD/C) |
| Bez koloru                                                            | Został wycofany (WYC/WD) |
| Bez koloru                                                            | Nie przybył (NP/DNA) |
| Bez koloru                                                            | Nie brał udziału w treningach (NT/DNP) |
| Bez koloru                                                            | Nie został zgłoszony (–) |
| Pogrubienie                                                           | Start z pole position |
| Kursywa                                                               | Najszybsze okrążenie wyścigu |
| †                                                                     | Nie ukończył, ale jego rezultat został zaliczony ze względu na przejechanie więcej niż 90% dystansu wyścigu.                              |
| *                                                                     | Sezon w trakcie |
| 1/2/3                                                                 | Punktowana pozycja w sprincie kwalifikacyjnym                                                                                             |
| Lista systemów punktacji Formuły 1                                    | |

| Rok  | Zespół                | Wyniki w poszczególnych rundach | Wyniki w poszczególnych rundach | Wyniki w poszczególnych rundach | Wyniki w poszczególnych rundach | Wyniki w poszczególnych rundach | Wyniki w poszczególnych rundach | Wyniki w poszczególnych rundach | Wyniki w poszczególnych rundach | Wyniki w poszczególnych rundach | Wyniki w poszczególnych rundach | Wyniki w poszczególnych rundach | Wyniki w poszczególnych rundach | Wyniki w poszczególnych rundach | Wyniki w poszczególnych rundach | Wyniki w poszczególnych rundach | Wyniki w poszczególnych rundach | Wyniki w poszczególnych rundach | Wyniki w poszczególnych rundach | Wyniki w poszczególnych rundach | Wyniki w poszczególnych rundach | Wyniki w poszczególnych rundach | Wyniki w poszczególnych rundach | Wyniki w poszczególnych rundach | Wyniki w poszczególnych rundach | Wyniki w poszczególnych rundach | Wyniki w poszczególnych rundach | Wyniki w poszczególnych rundach | Wyniki w poszczególnych rundach | Wyniki w poszczególnych rundach | Wyniki w poszczególnych rundach | Pozycja | Punkty | Źródło |
| ---- | --------------------- | ------------------------------- | ------------------------------- | ------------------------------- | ------------------------------- | ------------------------------- | ------------------------------- | ------------------------------- | ------------------------------- | ------------------------------- | ------------------------------- | ------------------------------- | ------------------------------- | ------------------------------- | ------------------------------- | ------------------------------- | ------------------------------- | ------------------------------- | ------------------------------- | ------------------------------- | ------------------------------- | ------------------------------- | ------------------------------- | ------------------------------- | ------------------------------- | ------------------------------- | ------------------------------- | ------------------------------- | ------------------------------- | ------------------------------- | ------------------------------- | ------- | ------ | ------ |
| 2018 | Van Amersfoort Racing | PAU                             | PAU                             | PAU                             | HUN                             | HUN                             | HUN                             | NOR                             | NOR                             | NOR                             | ZAN                             | ZAN                             | ZAN                             | SPA                             | SPA                             | SPA                             | SIL                             | SIL                             | SIL                             | MIS                             | MIS                             | MIS                             | NÜR                             | NÜR                             | NÜR                             | RBR                             | RBR                             | RBR                             | HOC                             | HOC                             | HOC                             | 22      | 1      | [ 21 ] |
| 2018 | Van Amersfoort Racing | –                               | –                               | –                               | –                               | –                               | –                               | –                               | –                               | –                               | 23                              | 17                              | 19                              | 16                              | 17                              | 21                              | 18                              | 19                              | 17                              | 16                              | 19                              | 18                              | NU                              | 15                              | 21                              | 17                              | 10                              | 15                              | 15                              | 19                              | 18                              | 22      | 1      | [ 21 ] |

### FIA Formula 3 Championship
| Sezon | Zespół        | Wyniki w poszczególnych rundach | Wyniki w poszczególnych rundach | Wyniki w poszczególnych rundach | Wyniki w poszczególnych rundach | Wyniki w poszczególnych rundach | Wyniki w poszczególnych rundach | Wyniki w poszczególnych rundach | Wyniki w poszczególnych rundach | Wyniki w poszczególnych rundach | Wyniki w poszczególnych rundach | Wyniki w poszczególnych rundach | Wyniki w poszczególnych rundach | Wyniki w poszczególnych rundach | Wyniki w poszczególnych rundach | Wyniki w poszczególnych rundach | Wyniki w poszczególnych rundach | Wyniki w poszczególnych rundach | Wyniki w poszczególnych rundach | Pozycja | Punkty | Źródło |
| ----- | ------------- | ------------------------------- | ------------------------------- | ------------------------------- | ------------------------------- | ------------------------------- | ------------------------------- | ------------------------------- | ------------------------------- | ------------------------------- | ------------------------------- | ------------------------------- | ------------------------------- | ------------------------------- | ------------------------------- | ------------------------------- | ------------------------------- | ------------------------------- | ------------------------------- | ------- | ------ | ------ |
| 2020  | Campos Racing | RBR                             | RBR                             | RBR                             | RBR                             | HUN                             | HUN                             | SIL                             | SIL                             | SIL                             | SIL                             | CAT                             | CAT                             | SPA                             | SPA                             | MNZ                             | MNZ                             | MUG                             | MUG                             | 29      | 0      | [ 22 ] |
| 2020  | Campos Racing | 26                              | 16                              | 21                              | NU                              | 18                              | 14                              | 22                              | 25                              | 20                              | 19                              | 27                              | 23                              | –                               | –                               | 21                              | 12                              | 22                              | 24                              | 29      | 0      | [ 22 ] |

### European Le Mans Series
| Sezon | Zespół                    | Klasa | Samochód | Silnik                | Wyniki w poszczególnych rundach | Wyniki w poszczególnych rundach | Wyniki w poszczególnych rundach | Wyniki w poszczególnych rundach | Wyniki w poszczególnych rundach | Wyniki w poszczególnych rundach | Pozycja | Punkty | Źródło |
| ----- | ------------------------- | ----- | -------- | --------------------- | ------------------------------- | ------------------------------- | ------------------------------- | ------------------------------- | ------------------------------- | ------------------------------- | ------- | ------ | ------ |
| 2020  | Richard Mille Racing Team | LMP2  | Oreca 07 | Gibson GK428 4.2 L V8 | LEC                             | SPA                             | LEC                             | MNZ                             | POR                             |                                 | 25      | 2      | [ 23 ] |
| 2020  | Richard Mille Racing Team | LMP2  | Oreca 07 | Gibson GK428 4.2 L V8 | –                               | –                               | 11                              | 10                              | 11                              |                                 | 25      | 2      | [ 23 ] |
| 2021  | Algarve Pro Racing        | LMP2  | Oreca 07 | Gibson GK428 4.2 L V8 | CAT                             | RBR                             | LEC                             | MNZ                             | SPA                             | POR                             | 21      | 15     | [ 24 ] |
| 2021  | Algarve Pro Racing        | LMP2  | Oreca 07 | Gibson GK428 4.2 L V8 | –                               | –                               | –                               | –                               | –                               | 3                               | 21      | 15     | [ 24 ] |
| 2022  | Algarve Pro Racing        | LMP2  | Oreca 07 | Gibson GK428 4.2 L V8 | LEC                             | IMO                             | MNZ                             | CAT                             | SPA                             | POR                             | 13      | 23     | [ 18 ] |
| 2022  | Algarve Pro Racing        | LMP2  | Oreca 07 | Gibson GK428 4.2 L V8 | 2                               | 8                               | 10                              | 12                              | –                               | –                               | 13      | 23     | [ 18 ] |

### FIA World Endurance Championship
| Sezon | Zespół                    | Klasa | Samochód | Silnik                | Wyniki w poszczególnych rundach | Wyniki w poszczególnych rundach | Wyniki w poszczególnych rundach | Wyniki w poszczególnych rundach | Wyniki w poszczególnych rundach | Wyniki w poszczególnych rundach | Pozycja | Punkty | Źródło |
| ----- | ------------------------- | ----- | -------- | --------------------- | ------------------------------- | ------------------------------- | ------------------------------- | ------------------------------- | ------------------------------- | ------------------------------- | ------- | ------ | ------ |
| 2021  | Richard Mille Racing Team | LMP2  | Oreca 07 | Gibson GK428 4.2 L V8 | SPA                             | ALG                             | MNZ                             | LMS                             | BAH                             | BAH                             | 13      | 31     | [ 25 ] |
| 2021  | Richard Mille Racing Team | LMP2  | Oreca 07 | Gibson GK428 4.2 L V8 | 8                               | 6                               | 8                               | NU                              | 6                               | 9                               | 13      | 31     | [ 25 ] |

### Le Mans
| Rok  | Zespół                    | Partnerzy                       | Samochód        | Klasa       | Okrążenia | Poz. | Klasa poz. | Źródło |
| ---- | ------------------------- | ------------------------------- | --------------- | ----------- | --------- | ---- | ---------- | ------ |
| 2020 | Richard Mille Racing Team | Tatiana Calderón Beitske Visser | Oreca 07-Gibson | LMP2        | 364       | 13   | 9          | [ 26 ] |
| 2021 | Richard Mille Racing Team | Tatiana Calderón Beitske Visser | Oreca 07-Gibson | LMP2        | 74        | NU   | NU         | [ 27 ] |
| 2022 | Algarve Pro Racing        | John Falb Jack Aitken           | Oreca 07-Gibson | LMP2        | 361       | 25   | 20         | [ 28 ] |
| 2022 | Algarve Pro Racing        | John Falb Jack Aitken           | Oreca 07-Gibson | LMP2 Pro-Am | 361       | 25   | 5          | [ 28 ] |

### DTM
| Sezon | Zespół   | Samochód        | Wyniki w poszczególnych rundach | Wyniki w poszczególnych rundach | Wyniki w poszczególnych rundach | Wyniki w poszczególnych rundach | Wyniki w poszczególnych rundach | Wyniki w poszczególnych rundach | Wyniki w poszczególnych rundach | Wyniki w poszczególnych rundach | Wyniki w poszczególnych rundach | Wyniki w poszczególnych rundach | Wyniki w poszczególnych rundach | Wyniki w poszczególnych rundach | Wyniki w poszczególnych rundach | Wyniki w poszczególnych rundach | Wyniki w poszczególnych rundach | Wyniki w poszczególnych rundach | Pozycja | Punkty | Źródło |
| ----- | -------- | --------------- | ------------------------------- | ------------------------------- | ------------------------------- | ------------------------------- | ------------------------------- | ------------------------------- | ------------------------------- | ------------------------------- | ------------------------------- | ------------------------------- | ------------------------------- | ------------------------------- | ------------------------------- | ------------------------------- | ------------------------------- | ------------------------------- | ------- | ------ | ------ |
| 2021  | Team Abt | Audi R8 LMS Evo | MNZ                             | MNZ                             | LAU                             | LAU                             | ZOL                             | ZOL                             | NÜR                             | NÜR                             | RBR                             | RBR                             | ASS                             | ASS                             | HOC                             | HOC                             | NOR                             | NOR                             | 18      | 8      | [ 29 ] |
| 2021  | Team Abt | Audi R8 LMS Evo | 15                              | 15                              | NU                              | 15                              | 15                              | NU                              | –                               | –                               | 17                              | 15                              | 9                               | 16                              | 12                              | NU                              | 13                              | 9                               | 18      | 8      | [ 29 ] |

### Podsumowanie
| Sezon | Seria                                   | Zespół                    | Wyścigi | P1 | PP | NO | Podia | Punkty | Pozycja |
| ----- | --------------------------------------- | ------------------------- | ------- | -- | -- | -- | ----- | ------ | ------- |
| 2015  | Ginetta Junior Championship             | HHC Motorsport            | 10      | 2  | 1  | 1  | 4     | 211    | 11      |
| 2016  | ADAC Formula 4 Championship             | Motopark                  | 24      | 0  | 0  | 1  | 0     | 25     | 19      |
| 2017  | ADAC Formula 4 Championship             | ADAC Berlin-Brandenburg   | 20      | 0  | 0  | 2  | 2     | 71     | 13      |
| 2017  | Italian F4 Championship                 | BWT Mücke Motorsport      | 9       | 0  | 0  | 0  | 0     | 28     | NS†     |
| 2018  | Europejska Formuła 3                    | Van Amersfoort Racing     | 21      | 0  | 0  | 0  | 0     | 1      | 22      |
| 2018  | Grand Prix Makau                        | Van Amersfoort Racing     | 1       | 0  | 0  | 0  | 0     | –      | NU      |
| 2019  | Formula Regional European Championship  | Van Amersfoort Racing     | 24      | 0  | 0  | 1  | 0     | 149    | 7       |
| 2019  | Grand Prix Makau 2019                   | HWA Racelab               | 1       | 0  | 0  | 0  | 0     | –      | NU      |
| 2020  | FIA Formula 3 Championship              | Campos Racing             | 16      | 0  | 0  | 0  | 0     | 0      | 29      |
| 2020  | European Le Mans Series – LMP2          | Richard Mille Racing Team | 3       | 0  | 0  | 0  | 0     | 2      | 25      |
| 2020  | 24h Le Mans – LMP2                      | Richard Mille Racing Team | 1       | 0  | 0  | 0  | 0     | –      | 9       |
| 2021  | Deutsche Tourenwagen Masters            | Team Abt                  | 14      | 0  | 0  | 0  | 0     | 8      | 18      |
| 2021  | FIA World Endurance Championship – LMP2 | Richard Mille Racing Team | 6       | 0  | 0  | 0  | 0     | 31     | 13      |
| 2021  | 24h Le Mans – LMP2                      | Richard Mille Racing Team | 1       | 0  | 0  | 0  | 0     | –      | NU      |
| 2021  | European Le Mans Series – LMP2          | Algarve Pro Racing        | 1       | 0  | 0  | 0  | 1     | 15     | 21      |
| 2022  | European Le Mans Series – LMP2          | Algarve Pro Racing        | 4       | 0  | 0  | 0  | 1     | 23     | 13      |
| 2022  | 24h Le Mans – LMP2                      | Algarve Pro Racing        | 1       | 0  | 0  | 0  | 0     | –      | 20      |